# Emma Roubinet
Pour les articles homonymes, voir Roubinet.

a Compétitions nationales et continentales officielles uniquement.

Dernière mise à jour le 15 juin 2023.
Emma Roubinet, née vers 1995 en Corrèze, est une joueuse française de rugby à XV évoluant au poste de troisième ligne aile au Stade bordelais.

## Biographie
Emma Roubinet naît vers 1995 dans le département de la Corrèze. Après dix années d'athlétisme, elle commence à jouer au rugby en 2011 au club US Vézèrienne Le Lardin St Lazare, puis rejoint l'année suivante le Stade bordelais, où elle joue au poste de troisième ligne aile.
Forte de son expérience dans l'équipe, elle en porte à plusieurs reprises le brassard de capitaine.
Sous le maillot de ce club elle remporte le Championnat de France féminin 2022-2023 : elle participe notamment à la finale victorieuse des Lionnes contre le club de Blagnac rugby féminin le 10 juin 2023, qui clôt une saison de douze victoires en treize matchs. Elle met fin à sa carrière sportive de haut niveau sur ce résultat. 
Parallèlement à son activité sportive amateure, elle a mené des études de management. Master de commerce en poche elle prend une année sabbatique en 2020 et part sillonner en bus l'Amérique du Sud. Depuis 2021 elle a pris en charge le développement commercial de l'entreprise familiale de production et de vente de noix du Périgord.

## Palmarès

### En club
- Vainqueur du Championnat de France féminin en 2023 avec le Stade bordelais.